# Microneta disceptra
Microneta disceptra là một loài nhện trong họ Linyphiidae.
Loài này thuộc chi Microneta. Microneta disceptra được miêu tả năm 1929 bởi Crosby & Bishop.